# Henri Cazalis
Henri Cazalis (Cormeilles-en-Parisis, Val-d'Oise, 9 de marzo de 1840 - Ginebra, Suiza, 1 de julio de 1909), médico y poeta del simbolismo francés. Se hizo conocer con los seudónimos Jean Caselli y sobre todo Jean Lahor.

## Biografía
Es conocido sobre todo como autor de la antología L’Illusion (1875) y como autor de L'Art nouveau. Por otra parte, junto a Sully Prudhomme tuvo la iniciativa de crear, en 1901, la Société pour la protection des paysages et de l’esthétique de la France (Sociedad para la protección de los paisajes y la estética de Francia). Mantuvo correspondencia con su amigo Stéphane Mallarmé desde 1862 hasta 1871. Muchos de sus poemas han sido musicalizados: por Camille Saint-Saëns (es muy conocida su Danza macabra), Henri Duparc, Charles Bordes, Ernest Chausson, Reynaldo Hahn, Édouard Trémisot o incluso por Paul Paray.

## Obras
- Chants populaires de l'Italie, 1865
- Vita tristis, Rêveries fantastiques, Romances sans musique, 1865
- Melancholia, 1868
- Le Livre du néant, 1872
- Henry Regnault, sa vie et son œuvre, 1872.[1]
- L'Illusion, 1875-1893
- Cantique des cantiques, 1885
- Les Quatrains d'Al-Gazali, 1896.[2]
- William Morris, 1897.